# Äggvärmare

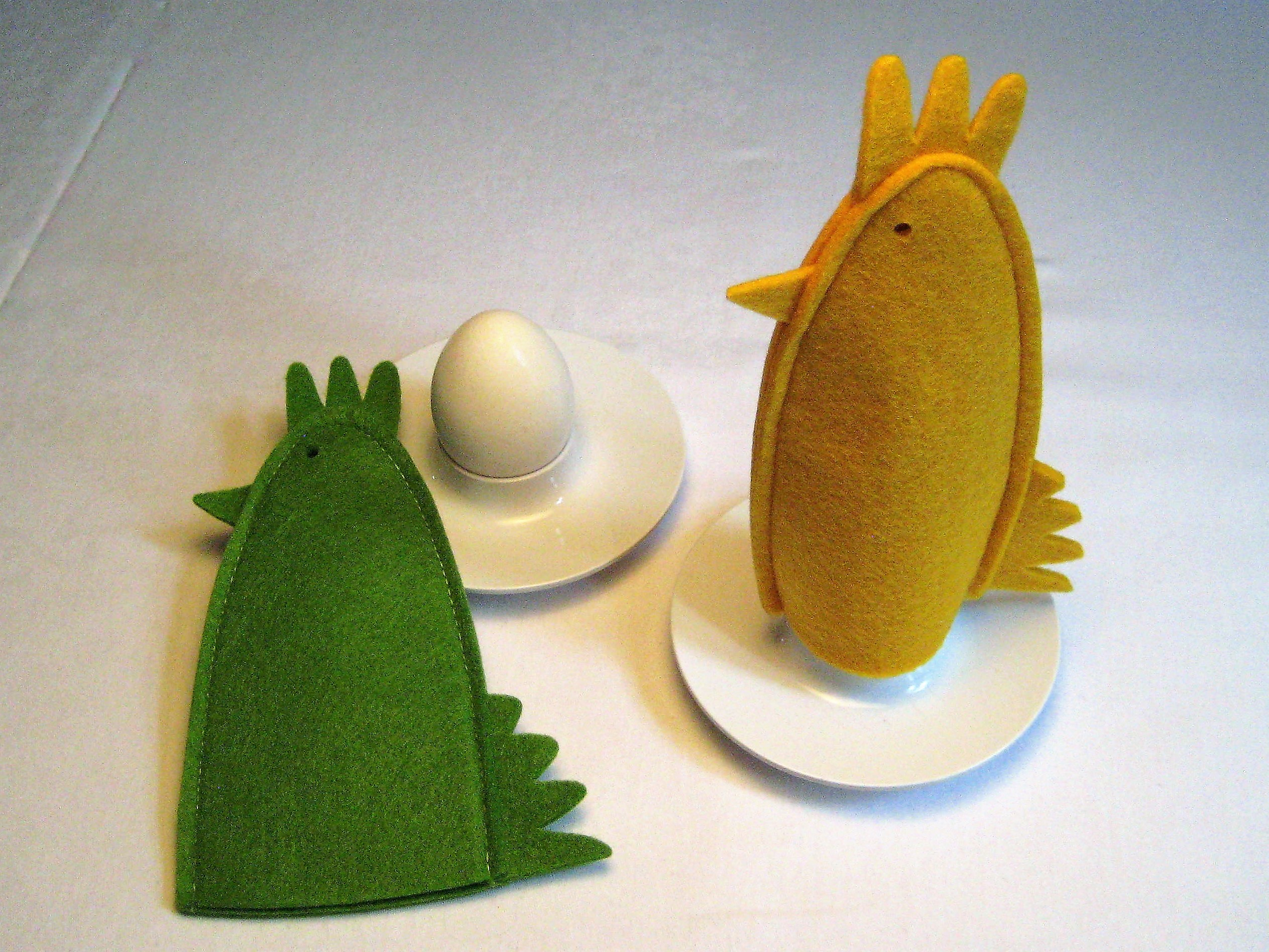
Äggvärmare utformade som hönor.

Äggvärmare är en liten huva som sätts på ett kokt ägg för att hålla det varmt och i dekorativt syfte. Vanligtvis tillverkas äggvärmare av textilier och förekommer i olika färger och med olika utformningar såsom djur och mössor.
Ordet äggvärmare är belagt i svenska språket från år 1892.